# هاينريش أولبرز

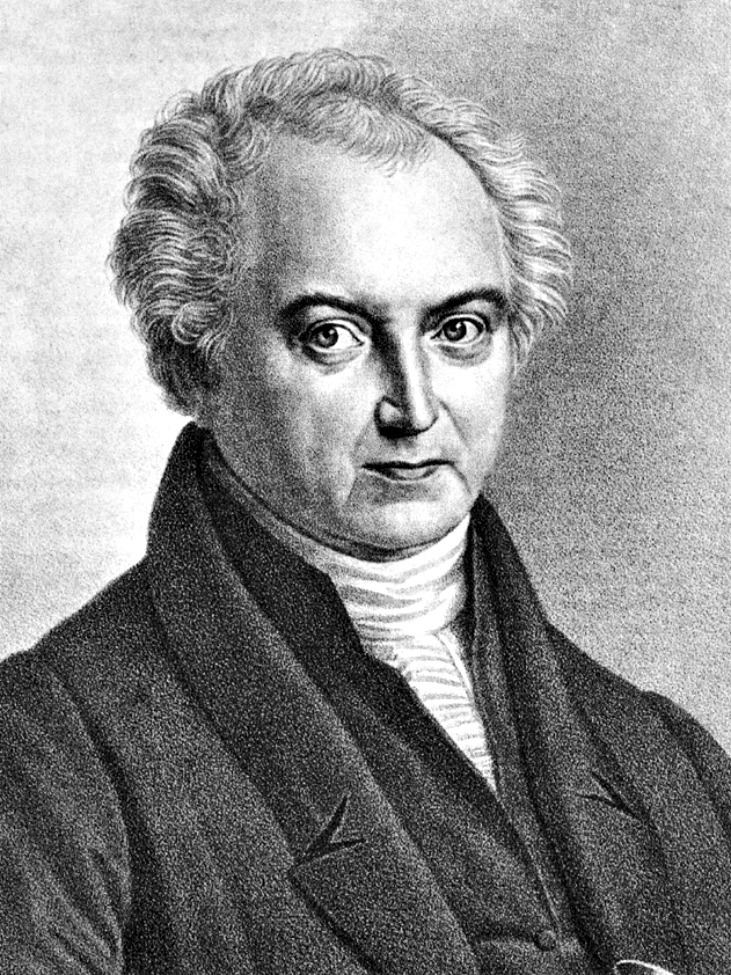
هاينريش ولهلم أولبرز.

هاينريش فيلهلم أولبرز (بالفرنسية: Heinrich Wilhelm Olbers) (1758 - 1840 م) هو طبيب وعالم فلك ألماني. اكتشف طريقة جديدة لحسبان مدارات المذنبات عام 1779 م. ولد أولبرز بتاريخ 11 أكتوبر 1758 في أربرجن بالقرب من بريمن والمتوفي بتاريخ 2 مارس 1840 في بريمن، اكتشف أولبرز 6 مذنبات وقام بحساب مدارات كثير من المذنبات، كما قام بتطوير طريقة لذلك (ملخص عن أسهل طريقة لحساب مدار مذنب) في 1797، وأولبرز هو مكتشف الكوكبين بالاس وفيستا.

## روابط خارجية
- هاينريش أولبرز على موقع الموسوعة البريطانية (الإنجليزية)
- هاينريش أولبرز على موقع إن إن دي بي (الإنجليزية)